# کریشتوف راشوفسکی
کریشتوف راشوفسکی (مجاری: Kristóf Rasovszky؛ زادهٔ ۲۷ مارس ۱۹۹۷) شناگر اهل مجارستان است.
وی در مسابقات کشوری و بین‌المللی در مجموع برندهٔ ۳ مدال طلا، ۲ مدال نقره، ۱ مدال برنز شده‌است.